# Wysoczyzna Kolneńska
Wysoczyzna Kolneńska (843.31) – mezoregion fizycznogeograficzny, region naturalny w zachodniej części Niziny Północnopodlaskiej, między Pojezierzem Ełckim na północy a doliną Narwi na południu oraz między Równiną Kurpiowską na zachodzie a Kotliną Biebrzańską na wschodzie i południowym wschodzie. Zajmuje obszar o powierzchni 1571 km². Główne miasta to Grajewo, Kolno i Szczuczyn.

## Rzeźba
Wysoczyzna wyraźnie odgraniczona jest od otaczających ją dolin Pisy, Narwi i Biebrzy, przewyższając je o kilkadziesiąt metrów. Północna granica nie ma naturalnego charakteru i przyjmuje się, że stanowi ją ciąg moren fazy leszczyńskiej zlodowacenia bałtyckiego.
Rzeźba silnie zdenudowana, zwłaszcza na w częściach północnozachodniej i północnowschodniej, wydaje się monotonna. W rzeczywistości jest dość zróżnicowana, z przewyższeniami dochodzącymi do 100 m, w przypadku pojedynczych wzgórz do 50 m (np. pod Obrytkami. Wzniesienia są rozległe i najczęściej stanowią moreny czołowe, ozy oraz kemy, powstałe w wyniku wycofania się lądolodu środkowopolskiego. W środkowej części wznosi się na ok. 200 m n.p.m., ku wschodowi i zachodowi łagodnie opada do 150 m n.p.m. Wzgórza na północy osiągają lokalnie 214 m n.p.m. Kompletnie brak tu jezior, lecz miejscami występują naturalne oczka wodne, lub zaklęśnięcia porośnięte turzycami.
Charakterystyczną cechą rzeźby są długie, naturalne wały oraz niespotykane gdzie indziej kilkudziesięciometrowej wysokości krawędzie o południkowym przebiegu, ciągnące się do 10 km.
Jest obszarem źródłowym dopływów Pisy ze Skrodą i Wincentą na czele, Biebrzy z Wissą i Narwi z Łojewkiem. W dolinach rzecznych pospolite są źródliska z roślinnością torfowiskową. Rzeki płyną w większości naturalnymi korytami.

## Szata roślinna
Dominują tu pola uprawne. Lasy są rozdrobnione i najczęściej mają młode drzewostany. Naturalne lasy mieszane i liściaste zastąpiły w wyniku gospodarki leśnej głównie sosny. Aktualnie ma miejsce dynamiczna regeneracja, związana z powrotem gatunków liściastych, głównie dębu, graba i lipy. Rozpowszechnionym zespołem leśnym jest grąd miodownikowy, a w południowej części występuje dąbrowa świetlista. W odniesieniu do lasów mieszanych, na północy występuje borealny bór mieszany sosnowo-świerkowy, a w części południowej środkowoeuropejski bór sosnowo-dębowy. W sąsiedztwie torfowisk rosną olsy, a na zatorfionych brzegach cieków łęgi jesionowo-olszowe (np. rezerwat „Uroczysko Dzierzbia”).
Roślinność wodna i torfowiskowa jest słabo rozwinięta, głównie ze względu na intensywną meliorację w minionym wieku. W wielu miejscach na południowych stokach można napotkać ciepłolubne murawy, wśród których można znaleźć rzadkie gatunki, jak np. głowienka wielkokwiatowa, zawilec wielkokwiatowy, pięciornik wyprostowany i pięciornik skalny. Najliczniej występują w rezerwacie Kalinowo.

## Geologia
Teren leży w zasięgu prekambryjskiej platformy wschodnioeuropejskiej, konkretniej syneklizy mazursko-białoruskiej. Bezpośrednio na proterozoicznych granitoidach i gnejsach leżą tu mezozoiczne i kenozoiczne skały osadowe o miąższości około 1100 m.
Rzeźbę wysoczyzny ukształtowały osady fluwioglacjalne, miejscami związane z wytapianiem martwych lodów. Jest ona starsza od otaczających ją terenów, różni się też od nich swym ukształtowaniem. Dominują tu gruboziarniste warstwowane piaski, przeplatane mułkami. Częste są też osady niewarstwowane, duże głazy i niekiedy pakiety gliny.